# Palazzo Bolchini
Palazzo Bolchini è un edificio storico di Milano situato in piazza Meda al civico 3.

## Storia
Il palazzo fu edificato tra il 1928 e il 1930 su progetto di Pier Giulio Magistretti.

## Descrizione
L'edificio presenta uno stile art déco con elementi che rimandano al neoclassicismo dell'adiacente piazza Belgioioso, che si traducono nell'uso di obelischi, statue e balaustrata come decorazione all'ultimo piano.
Il palazzo, costruito su otto piani senza vincoli di volumetrie come al contrario era successo per via Dante, presenta al pian terreno un porticato pubblico rivestito con lastre di ceppo, che ricopre anche il primo piano. I piani superiori presentano una facciata in stucco: il piano decorato presenta finestre con cornici decorate con timpani mistilinei.